# Vaughanella concinna
Espèce
Statut CITES
Vaughanella concinna est une espèce de coraux appartenant à la famille des Caryophylliidae.